# Греков, Пётр Матвеевич
Пётр Матвеевич Греков 8-й (1762—1817 или 1818) — генерал-майор войска Донского, сподвижник А. В. Суворова, участник Наполеоновских войн.

## Биография
Пётр Греков родился в 1762 году. По происхождению простой донской казак.
В 1784 году вступил в службу на Кавказе. В 1785 году за отличие в бою с горцами на реке Малке был произведён в хорунжие, затем под начальством атамана Платова принял участие во русско-турецкой войне 1787—1792 годов, сражаясь под Бендерами, Каушанами, Аккерманом, Измаилом и Мачином. За отличие при взятии Измаила был произведён в капитаны.
В войне с Польшей в 1794 года за сражение с повстанцами под Мациовицами Греков был произведён в секунд-майоры, а 26 ноября 1795 года получает орден св. Георгия 4-й степени (№ 628 по списку Судравского и № 1198 по списку Григоровича — Степанова)
За отличную храбрость, оказанную 29 сентября 794 года в Польше при Мациевице, где отбил неприятельскую пушку
В том же году он был произведён в премьер-майоры.
В 1798 году Греков находился в походе к австрийской границе, во время которого получил чин подполковника.
Во время итальянско-швейцарского похода Суворова в 1799 году Греков в чине полковника командует донским казачьим полком и принимает с ним участие при взятии Бергамо, Лекко, Турина, Тортоны, в сражениях на Треббии, при Нови и в Муттенской долине. За взятие Бергамо был награждён орденом св. Анны 2-й степени, за блестящие атаки при Маренго и Треббии и за успешное преследование разбитых войск генерала Массены — орденом св. Иоанна Иерусалимского, алмазными знаками к ордену св. Анны 2-й степени и командорским крестом ордена св. Иоанна Иерусалимского с алмазами.
В 1801 году Пётр Матвеевич Греков принял участие в походе казаков на Индию, остановленном смертью императора Павла I.
После непродолжительной службы по гражданскому управлению войска Донского Греков в 1808 году снова появляется на боевом поприще, в войне с Турцией, командуя тремя казачьими полками в отряде генерала Милорадовича; за взятие Журжевских укреплений и преследование отступавших неприятельских войск до крепости Баняс награждён орденом св. Владимира 3-й степени. В 1810 году за удачную переправу с полком на левый берег Дуная Греков получил золотую саблю с надписью «За храбрость».
Награждённый за Туртукайское сражение чином генерал-майора, за победу под Рущуком Греков 14 июля 1811 г. был пожалован орденом св. Георгия 3-й степени (№ 220 по кавалерским спискам)
В воздаяние отличных подвигов мужества и храбрости, оказанных в сражениях против турецких войск в нынешнюю кампанию.
Греков в 1812 году вместе с армией адмирала Чичагова, командуя в ней десятью казачьими полками, принимает участие в изгнании французов из России. Раненый в бою у местечка Хотавичи 19 ноября в голову, Греков был награждён орденом св. Анны 1-й степени но вынужден покинуть ряды армии для лечения; вернулся в строй лишь накануне Бауценского сражения, приняв затем участие во всех военных действиях вплоть до взятия Парижа, под стенами которого он отразил несколько атак французской кавалерии на русскую артиллерию. Из наиболее выдающихся дел Грекова во время заграничных походов стоит отметить сражения под Кольбергом и Левенбергом, за которые получил алмазные знаки к ордену св. Анны 1-й степени, и битву под Лейпцигом, за которую удостоился получить словесную благодарность императора Александра I вместе с золотой саблей, украшенной алмазами. За сражение под стенами Парижа Греков был удостоен ордена св. Владимира 2-й степени.
На этом и закончилась боевая деятельность Грекова, за время которой им было взято в плен 2 генерала, более 194 штаб- и обер-офицеров и свыше 10 тысяч нижних чинов, захвачено 30 орудий и 23 знамени.
Точная дата смерти Петра Матвеевича Грекова не установлена, в разных источниках называются 1817 и 1818 годы. 14 октября 1827 года жалован дипломом на потомственное дворянское достоинство.
26 августа 1904 года имя Грекова навечно присвоено 16-му Донскому казачьему полку.
Внук П. М. Грекова, А. М. Греков, был генерал-лейтенантом и получил большую известность как военно-административный деятель и писатель.

## Награды
Российской империи:
- Орден Святого Георгия 4-го класса (26 ноября 1795)[2]
- Орден Святой Анны 2-й степени (14 мая 1799)[3]
- Орден Святого Иоанна Иерусалимского командорский крест (6 июня 1799)
- Орден Святого Владимира 3-й степени (18 октября 1809)[4]

Иностранных государств:
- Орден Красного орла 2-го класса (1814)[5]